# Raffaella Petrini
Raffaella Petrini F.S.E. (Roma, 15 de enero de 1969) es una religiosa y profesora italiana que es presidenta de la Comisión Pontificia para el Estado de la Ciudad del Vaticano y de la Gobernación del Estado de la Ciudad del Vaticano desde el 1 de marzo de 2025. Fue secretaria general de la Gobernación del Estado de la Ciudad del Vaticano de 2021 a 2025 y es miembro de las Hermanas Franciscanas de la Eucaristía. Es la primera mujer en ocupar el cargo y una de las funcionarias de más alto rango del Vaticano.

## Trayectoria
Pertenece a a la Congregación de las Hermanas Franciscanas de la Eucaristía. Es licenciada en Ciencias Políticas por la Universidad Internacional Libre de Guido Carli, además de doctora por la Universidad Pontificia de Santo Tomás de Aquino, donde es profesora de Economía del Bienestar y Sociología de los Procesos Económicos.

### Curia romana
Desde 2005 era oficial de la Congregación para la Evangelización de los Pueblos cuando fue designada por el papa Francisco secretaria general de la Gobernación de la Ciudad del Vaticano en noviembre de 2021 un cargo que la convierte en la número dos de facto del gobierno de Ciudad del Vaticano, un Estado con unos 600 habitantes y unos 2.000 empleados. Su trabajo, similar al que tendría una vicealcalcaldesa será de gestión y operaciones administrativas, principalmente policía, los bomberos, sanidad y organización de los Museos Vaticanos. Se incorpora al equipo del nuevo gobernador, el arzobispo español Fernando Vérgez Alzaga.
El 4 de noviembre de 2021 fue nombrada secretaria general de la Gobernación del Estado de la Ciudad del Vaticano ad quinquennium.
El 13 de julio de 2022 fue nombrada miembro del Dicasterio para los Obispos.
El 18 de octubre de 2022 fue nombrada miembro de la Administración del Patrimonio de la Sede Apostólica ad quinquennium.
El 15 de febrero de 2025 el papa Francisco la nombró como la presidenta de la Gobernación del Estado de la Ciudad del Vaticano, cargo que ocupa desde el 1 de marzo de 2025.